# Rune Hanisch
Rune Mikka Hanisch (* 13. September 1996 in Oldenburg in Holstein) ist ein deutscher Handballspieler.

## Karriere
Rune Hanisch begann das Handballspielen in seinem Geburtsort bei der HSG Oldenburg/Grömitz. Anschließend lief der Linkshänder für den NTSV Strand 08 auf. Im Jahre 2013 wechselte der ehemalige schleswig-holsteinische Landesauswahlspieler zum VfL Bad Schwartau. Mit dem VfL Bad Schwartau trat der Rückraumspieler in der A-Jugend-Bundesliga an. In der Saison 2015/16 lief Hanisch mit der Herrenmannschaft des VfL Bad Schwartau in der 2. Bundesliga auf. Im Sommer 2016 wechselte er zum Oberligisten HG Hamburg-Barmbek. Mit der HG Hamburg-Barmbek stieg er 2017 in die 3. Liga auf. Ab dem Sommer 2018 befand er sich im Ausland. In der Saison 2019/20 stand er wieder im Kader der HG Hamburg-Barmbek. Anschließend schloss er sich dem Oberligisten FC St. Pauli an. 2023 stieg er mit St. Pauli in die Hamburg-Liga ab. Seit der Saison 2024/25 tritt er mit St. Pauli in der Regionalliga an.